# Dimitar Madscharow

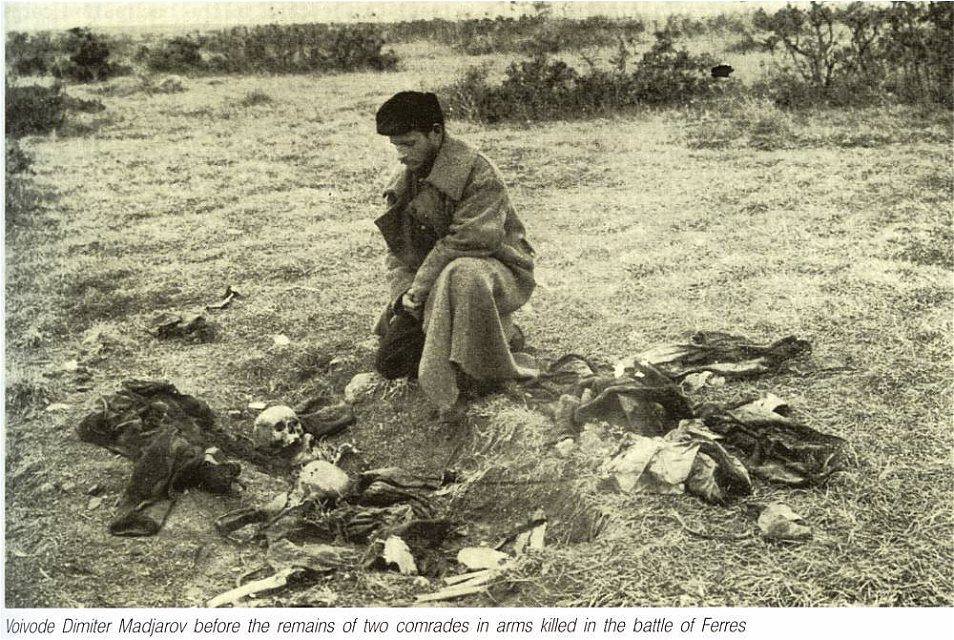
Dimitar Madscharow

Dimitar Petkow Madscharow (auch Dimitar Petkov Madzarov geschrieben; bulgarisch Димитър Петков Маджаров; * 15. Dezember 1882 in Peplos, Westthrakien, heute Griechenland; † 25. November 1945 in Kardschali, Bulgarien) war ein bulgarischer Revolutionär, Freiheitskämpfer und Heiducke in Westthrakien sowie Wojwode der BMARK (Bulgarische Makedonisch-Adrianopeler Revolutionäre Komitees/Български Македоно-Одрински революционни комитети) und einer der Führer des Ilinden-Preobraschenie-Aufstandes in der „7. revolutionären Region“, die Ostthrakien einschloss.
Die südbulgarische Stadt Madscharowo trägt heute seinen Namen.